# Aida İsayeva
Aida İsayeva, född 12 september 1973, är en friidrottare från Azerbajdzjan. Hon deltog vid olympiska sommarspelen 2000.